# Optimus tangentbord

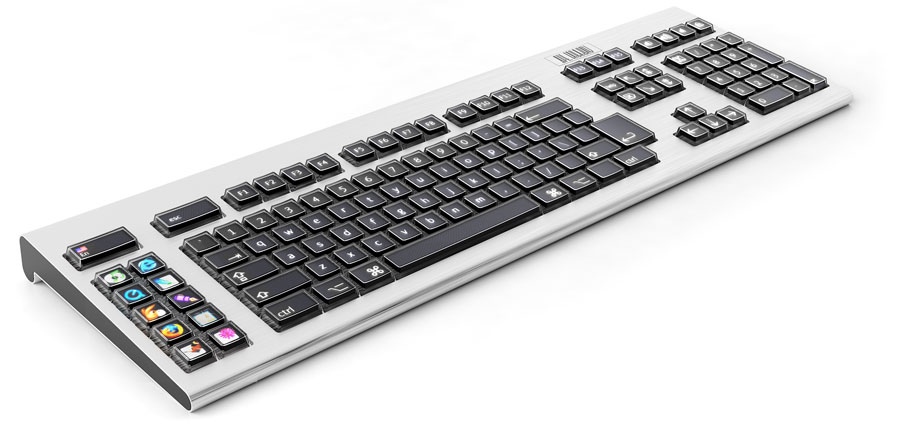
Optimus tangentbord

Optimus är ett ryskt koncepttangentbord där varje tangent i sig är en liten Oled-skärm. Utseendet på en tangent är extremt udda till valfri layout tack vare Oled. Tangentbordet är designat av ryska Art Lebedev Studio, det lanserades under våren 2008.
Det finns också ett tangentbord med liknande funktioner kallat för 205PRO från United Keys där tangenterna är monokroma och har upplösningen 20 x 20.